# Zamek Potštejn
Zamek Potštejn – ruiny zamku znajdujące się w miejscowości Potštejn w Czechach (kraj hradecki).

## Historia

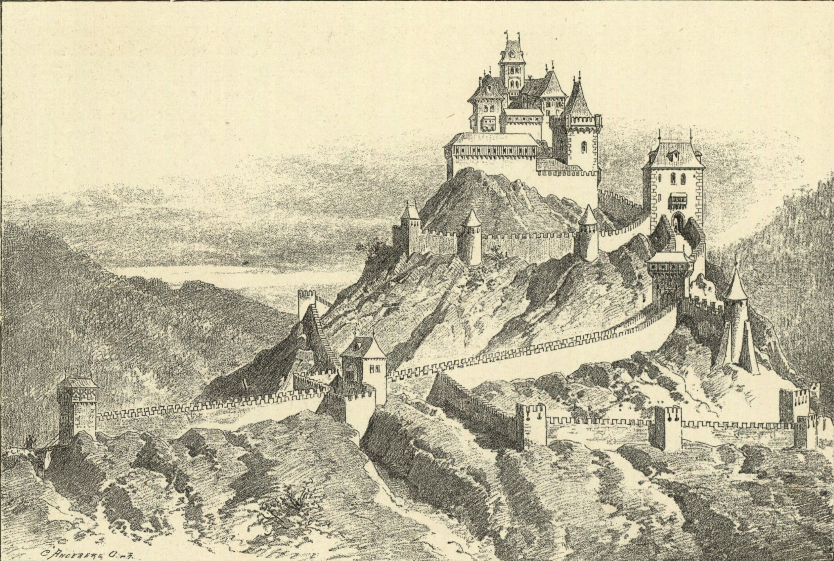
Zamek w XVI w. (rekonstrukcja Augusta Sedláčka z 1883)

Zamek Pothensteyn wybudował w końcu XIII wieku Půta z Potštejnu (z rodu Drslaviców, którego członkowie wznieśli pobliski zamek w Liticach). W 1339 warownię zdobyły i zburzyły wojska króla Karola IV. Wkrótce zaczęto jego odbudowę, która została wykonana bardzo solidnie, gdyż budowli nie zdobyły wojska husyckie po półrocznym oblężeniu. W 1495 zamek objęli Pernštejnowie, którzy go przebudowali i rozbudowali. W XVII wieku był już jednak niezamieszkały i zaczął niszczeć. Część pomieszczeń zagospodarowano na cele kościelne w XVIII wieku. Zbudowano kaplicę Świętych Schodów oraz kaplicę św. Jana Nepomucena, jak również drogę krzyżową z centrum miasta. Po reformach Józefa II i zakazie działalności religijnej na zamku, obiekt nie podniósł się już z ruiny.
Do czasów obecnych zachowały się fragmenty pałacu, izb mieszkalnych, kaplica oraz elementy fortyfikacji z basztami i dwiema bramami. Całość jest udostępniona dla turystów. Z niektórych miejsc ruiny rozpościera się widok na Potštejn, Pogórze Orlickie i Góry Orlickie z Wielką Desztną włącznie. Do zamku prowadzi szlak niebieski z dworca kolejowego w Potštejnie.

## Zamek w kulturze
Zamek jest tłem opowiadania Aloisa Jiráska "Poklad" (o ukrytych tu skarbach mówi jedna z legend). U jego podnóża znajduje się tzw. "Bendlovka", miejsce z ławką, gdzie lubił odpoczywać kompozytor i dyrygent Karel Bendl, co upamiętnia stosowna tablica.

## Galeria

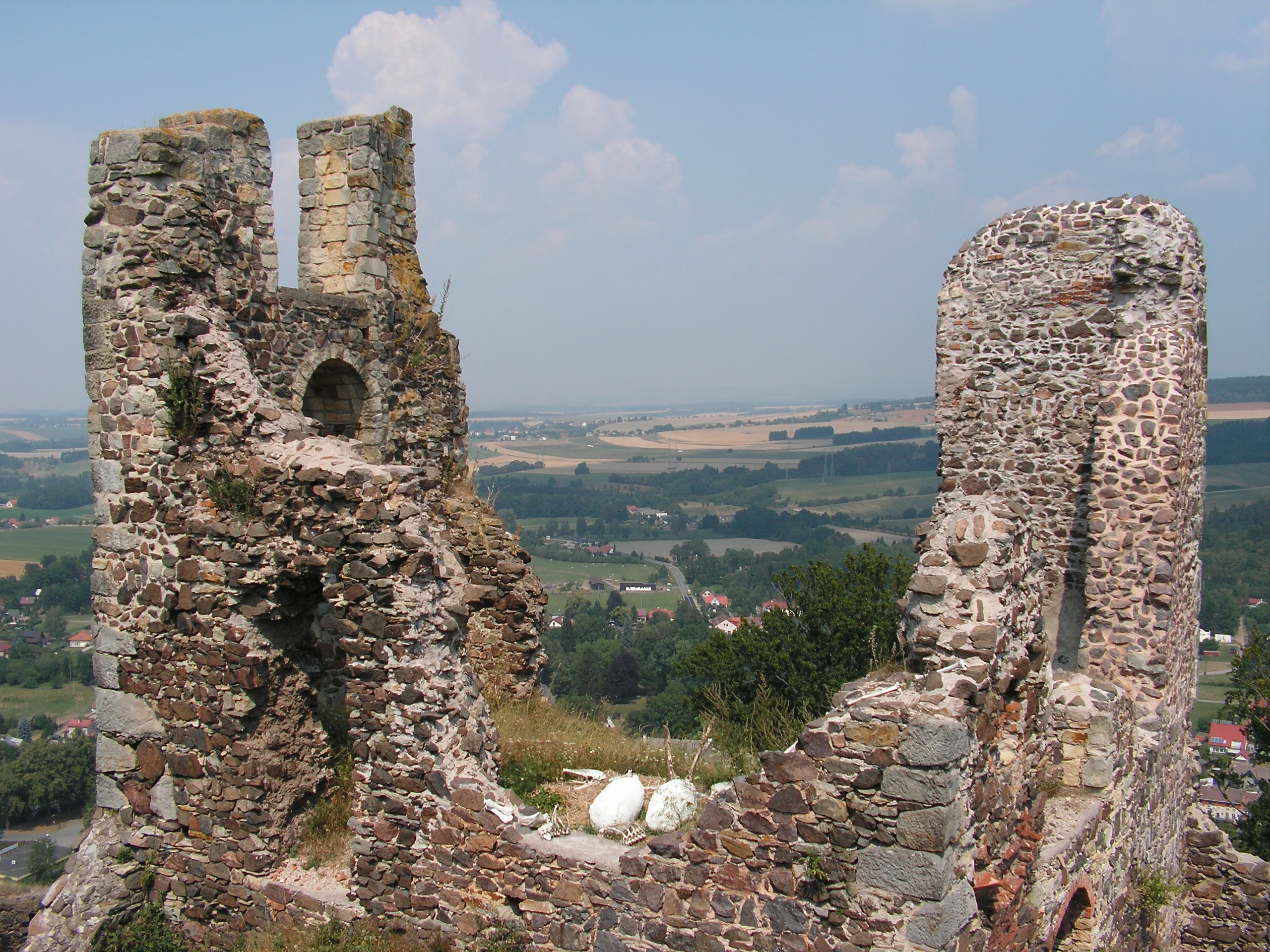
Fragmenty murów
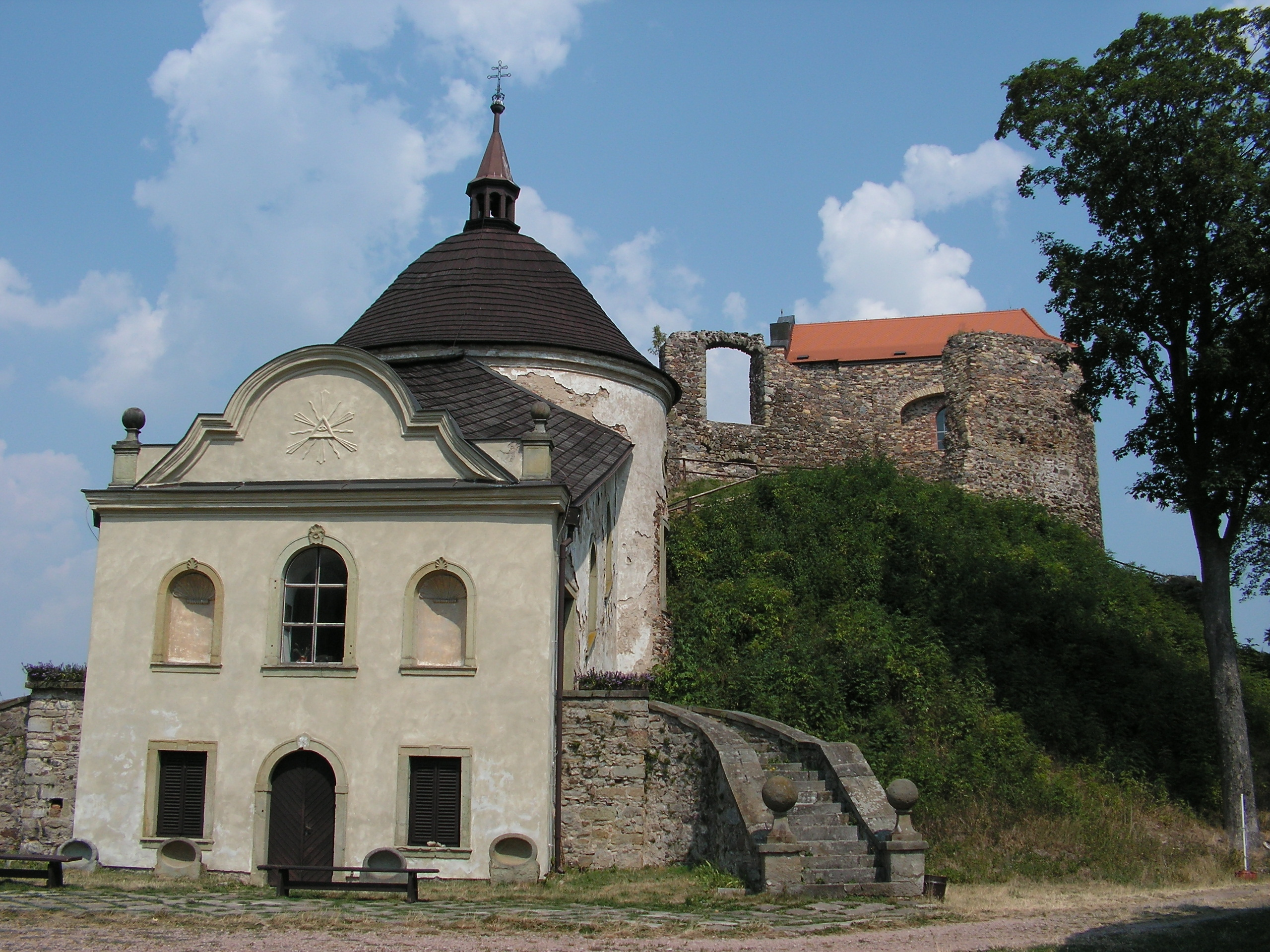
Kaplica św. Jana Nepomucena